# Franz Theodor Kugler
Franz Theodor Kugler (Stettin, Polònia, 19 de gener de 1808 - Berlín, Alemanya, 18 de març de 1858) fou un arqueòleg i literat alemany.
Va ésser professor d'arqueologia a la Universitat i a l'Acadèmia de Belles Arts de Berlín, i membre d'aquesta última corporació.
Publicà: Handbuch der Geschichte der Malerei, von Konstantin de Gr. bis auf die neuere Zeit (Berlín, 1837); Handbuch der Kunstgeschichte i d'altres.
El pintor Adolph von Menzel (1815-1909) li'n va il·lustrar la seva història Frederic el Gran rei de Prússia.